# Raouf Benguit
Abdelraouf Benguit (Laghouat, 5 de abril de 1996) é um futebolista profissional argelino que atua como defensor, atualmente defende o USM Alger.

## Carreira

### Rio 2016
Raouf Benguit fez parte do elenco da Seleção Argelina de Futebol nas Olimpíadas de 2016.